# Amit a hegyen hallani
Az Amit a hegyen hallani (eredeti francia címe: Ce qu’on entend sur la montagne) vagy Hegyiszimfónia (németül Bergsymphonie) Liszt Ferenc első szimfonikus költeménye (S.95). A művet Victor Hugo azonos című költeménye inspirálta.

## A mű születése
Liszt Ferencnek több műve keletkezett Victor Hugo műveinek hatására, a Hegyiszimfónia előtt már több dalt írt Hugo verseire, több zongoradarabjának adta a címét Hugo versei után, és még ez után is készülnek művek a francia költő hatására. Hugo Amit a hegyen hallani című költeményét 1829. július 27-én írta, és az Őszi levelek (Feuilles d’Automne) című kötetben jelent meg. A versben a költő természetszeretetéről vall, ám a természetet nemcsak panteista módon szemléli, de az örök létezés szimbólumaként is tekint rá. A mű a természet és az emberi lét párosáról, ellentétéről szól. A költő a vers elején egy tenger fölé csúcsosodó sziklaszirtről szemléli a természet műalkotását, majd megszólalnak benne a Föld és a tenger hangjai. Hogy Lisztet megkapta a költemény, nem csoda, programzenei alkotásainak többségét – a képzőművészet mellett – a természet és az irodalom ihlette.
Liszt 1848-ban kezdett hozzá a komponáláshoz, és 1850. február végén mutatta be a weimari nagyhercegi udvarban. A szimfonikus költemény első, elveszett változatát asszisztense, Joachim Raff hangszerelte (talán August Conradi is közreműködött). Ne feledjük: Liszt Ferencnek a weimari időkig egyáltalán nem volt hangszerelési gyakorlata, ő addig elsősorban zongora-zeneszerző volt. Kisszámú, hangszerelést igénylő darabjainál mások segítségét kérte, főleg asszisztensét vette igénybe. Weimarban zenekar élére került, ahol már szabadon kísérletezhetett a hangszereléssel, a zenekari hangzás alakításával. Ennek megfelelően ebben az időszakban Liszt valamennyi művén sokat dolgozott, sokat változtatott. A Hegyiszimfónia második változatánál is Raff működött közre, de Liszt már sokat javított rajta, végül a harmadik, immáron végső változat partitúrája már teljes egészében Liszté. Ennek a változatnak a kiadásához már hozzájárult, és 1857-ben jelent meg a lipcsei Breitkopf und Härtelnél. Mindhárom verzió weimari bemutatóján (1850, 1853, 1857) Liszt vezényelt.
A darab ajánlása Carolyne zu Sayn-Wittgenstein hercegnének szólt. A műnek készültek zongorára átírt változatai is, négy kézre (S.589) és két zongorára (S.635).

## A zene
A szimfonikus költemény kiinduló motívumát a vers adja, de a mű kidolgozása a későbbiekben tisztán zenei elvek mentén történik. Először a természet nagyszerűségét bemutató témák jelennek meg, három epizódban. Az első részben azt mutatja be, amikor a költő a hegyfokon a Föld és a tenger feléje áradó hangjait érzékeli. A suhogó hangokat üstdobpergéssel és a vonósok tremolóival érzékelteti. A második epizódban a vonósokhoz a hárfa társul, s efölött szólal meg a természet békéjét szemléltető oboadallam. Egy rövid átvezetés után a harmadik szakasz következik, amelyben a teljes zenekaron megszólaló diadalmas himnusz szemlélteti a természet nagyságát. A természeti kép után a föld felől érkező hangokban az emberi kínt, a kétségbeesést jeleníti meg újabb három motívum. Az első, mint egy sóhaj, csak néhány hangból áll, a második, klarinétokon felhangzó is, míg a harmadik egy zaklatott trombitatéma. Ezek az alaptémák, motívumok alkotják a szimfónia alapanyagát, amik összességében a mű terjedelmének egyharmadát teszik ki. Liszt ezek variálásával, módosításával építi fel a művét.
A természet és az ember viszonyának  ábrázolása után Liszt eltér az alapul szolgáló költeménytől, innen már csak a zene törvényszerűségei szerint alakul a szimfónia. Egy új téma jelenik meg, a zenei csúcspontot és kiteljesedést egy szárnyaló fúvósfanfár hordozza, nem sokkal a darab befejezése előtt, majd egy lassú (Andante religioso) koráldallammal zárul a Hegyiszimfónia.
A darab hangszerelése: piccolo, két fuvola, két oboa, két klarinét, két fagott, négy kürt, három trombita, két tenorharsona, basszusharsona, tuba, három üstdob, nagydob, cintányér, tamtam, hárfa, vonósok.